# Пиотровский, Михаил Борисович
Михаи́л Бори́сович Пиотро́вский (род. 9 декабря 1944, Ереван, Армянская ССР, СССР) — советский и российский историк-востоковед, арабист, исламовед, организатор музейного дела. Доктор исторических наук, профессор. С 1992 года — директор Государственного Эрмитажа. Декан Восточного факультета Санкт-Петербургского государственного университета (СПбГУ). Член Президиума Российской академии наук. Президент Союза музеев России.
Академик РАХ (2001; член-корреспондент 1997). Академик РАН (2016; член-корреспондент 1997). Лауреат Государственной премии Российской Федерации (2017) и Премии Президента Российской Федерации (2003). Почётный гражданин Санкт-Петербурга (2011).  Полный кавалер ордена «За заслуги перед Отечеством».
Сын археологов Рипсимэ Джанполадян и многолетнего директора Эрмитажа, академика Бориса Пиотровского. Входил в состав попечителей «Открытой России».

## Биография
Родился в семье эвакуированного из блокадного Ленинграда в Ереван археолога Бориса Пиотровского, впоследствии академика и директора Государственного Эрмитажа с 1964 по 1990 год, и археолога, арменоведа Рипсимэ Джанполадян-Пиотровской, армянки по происхождению.
После окончания ленинградской 210-й средней школы в 1961 году поступил на отделение арабской филологии восточного факультета Ленинградского университета, которое окончил с отличием в 1967 году, прошёл годичную (1965—1966) стажировку в Каирском университете.
В 1967—1991 годах сотрудник Ленинградского отделения Института востоковедения АН СССР, где окончил аспирантуру и прошёл все должности от лаборанта до ведущего научного сотрудника.
В 1973—1976 годах переводчик, а также преподаватель йеменской истории в Высшей школе общественных наук в Народной Демократической Республике Йемен.
Пиотровский был участником множества археологических экспедиций на Кавказе, в Центральной Азии и Йемене. С 1983 года он работал в советско-йеменской комплексной исторической экспедиции и был её руководителем в 1989—1990 годах.
Кандидатская диссертация «Предание о Химйаритском царе Ассаде ал-Камиле» (1973; научный руководитель — к.филол.н. П. А. Грязневич). Кандидат исторических наук (1973), старший научный сотрудник (1982). Докторская диссертация «Южная Аравия в раннем средневековье: процесс сложения средневекового общества» (1984).
После смерти отца Михаил Пиотровский в 1991 году был приглашён в Государственный Эрмитаж на должность первого заместителя директора по научной работе, а в июле 1992 года постановлением Правительства Российской Федерации был назначен директором Государственного Эрмитажа и руководит им до сих пор.
С 30 апреля 1993 по 22 февраля 1997 года и с 3 мая 2001 года член коллегии Министерства культуры Российской Федерации.
С 2003 года — первый заведующий кафедрой музейного дела и охраны памятников Санкт-Петербургского государственного университета. С 2011 года также заведует кафедрой Древнего Востока Санкт-Петербургского государственного университета. Одновременно с 2013 года декан восточного факультета СПбГУ.
Член Президиума РАН и также её Санкт-Петербургского научного центра. Член-корреспондент Германского археологического института, действительный член Академии гуманитарных наук (1994).

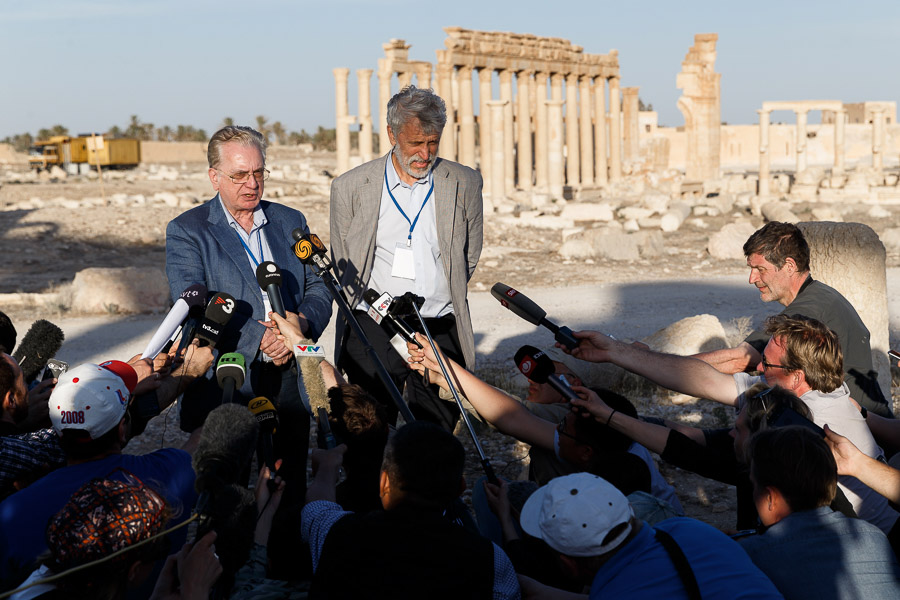
Сирия, Пальмира. 5 мая 2016 года

Автор и ведущий телевизионной программы «Мой Эрмитаж» (не менее 250 серий).
Сфера научных интересов — древняя и средневековая история Ближнего Востока, история Аравийского полуострова, Саба, Химйар, Коран и ранняя история ислама, древнеаравийские надписи, эпические предания арабов, арабская рукописная книга, мусульманское искусство. Участвовал в археологических раскопках на Кавказе, в Центральной Азии и Йемене. С 1983 года работал в советско-йеменской комплексной исторической экспедиции, в 1981—1992 годах начальником отряда, а в 1989—1990 годах — начальник экспедиции (ранее её возглавлял П. А. Грязневич). Провёл полевые исследования древних торговых путей, участвовал в раскопках древних городов и храмов, в этнологических исследованиях. Им опубликована серия работ по йеменской археологии и эпиграфике. Особое внимание Пиотровским было здесь уделено изучению тех трансформаций, которые социально-политические системы Йемена испытали в конце доисламской эпохи и в раннеисламский период южноаравийской истории. Пиотровский приобрёл мировую известность как арабист.
Автор более 250 работ.
В феврале 2019 года выпустил в свет книгу «От скифов до Кифера». Сборник из 50 статей к каталогам музейных выставок с 1993 года по сегодняшний день.

## Семья
Женат, есть сын и дочь.
- Супруга Ирина Леонидовна (род. 1944), востоковед, окончила Московский финансово-экономический институт, кандидат экономических наук, специалист по международным финансовым отношениям[4].
- Дети:
  - Мария (род. 1970) — банкир[4][10];
  - Борис (род. 1982) — экономист, занимался издательским делом, член-корреспондент РАХ по Отделению дизайна (2013), с 2021 года — вице-губернатор Санкт-Петербурга[11].

## Директор Эрмитажа
Пиотровский продолжил генеральную реконструкцию Эрмитажа, которую начал бывший директор Музея Виталий Суслов, в частности, завершена реконструкция Эрмитажского театра, где разместились камерный оркестр и академия музыки, сданы две очереди строительства фондохранилища в Старой Деревне. Была построена первая очередь нового фондохранилища в Старой Деревне, создана галерея актуального искусства, открыты филиал музея в Казани, выставочный центр «Эрмитаж-Гуггенхайм» в Лас-Вегасе, выставочный комплекс «Эрмитаж Амстердам» в Амстердаме, «Эрмитажные комнаты» в Сомерсет-Хаусе в Лондоне. В 2014 году коллекции русского и европейского декоративно-прикладного искусства, живописи и скульптуры XIX—XX столетия, а также современного искусства Государственного Эрмитажа разместились в Восточном крыле здания Главного штаба, переданного музею и реконструированного при участии Рема Колхаса. В 2014 году Государственный Эрмитаж принял масштабную международную биеннале искусств «Манифеста». В 2016 году Министерство культуры Российской Федерации объявило о продлении контракта Михаила Пиотровского на посту директора музея до 2020 года. В октябре 2019 года Премьер-министр Дмитрий Медведев подписал распоряжение о продлении полномочий Михаила Пиотровского до 2022 года. В сентябре 2022 года распоряжением Председателя правительства РФ Михаила Мишустина полномочия Михаила Пиотровского на этом посту продлены ещё на 3 года.

### Критика
В мае 2021 года издание «Проект» опубликовало расследование, согласно которому друзья Михаила Пиотровского и его семьи выстроили бизнес, оказывая музею различные платные услуги, в основном, без конкурса и контролируя интернет-магазины и магазины сувениров в Эрмитаже.

## Прочая деятельность
В Санкт-Петербурге
- Президент Всемирного клуба петербуржцев
- Член Совета по сохранению культурного наследия при Правительстве Санкт-Петербурга
- Президент Конгресса Петербургской интеллигенции
- Председатель Санкт-Петербургского отделения ИППО
- Президент «Альянс Франсез» Санкт-Петербурга
- Председатель Попечительского совета Европейского университета в Санкт-Петербурге
- Председатель оргкомитета международной премии имени Николая Рериха
- Руководитель объединённого научного совета СПбО РАН по социально-гуманитарным наукам[21]
- Председатель правления Фонда имени Д. С. Лихачёва[22]

Российские организации
- Председатель Совета директоров ОАО «Первый канал» (2001—2005, до 02.09.2002 ОАО «ОРТ»)
- Президент Союза музеев России с момента его учреждения (2001)[1]
- с 2012 года председатель совета по популяризации и поддержке российского культурного наследия за рубежом при Россотрудничестве[23]
- С 2014 года председатель Международной научной конференции «Актуальные проблемы теории и истории искусства»
- председатель научного совета РАН «История мировой культуры» (с 2017)
- С 2010 года член попечительского совета фонда «Русский мир»[24]
- Член Попечительского совета проекта Центра Национальной Славы «Служение Отечеству: события и имена»
- Член попечительского совета Благотворительного фонда социальной помощи детям «Расправь крылья!»
- при Президенте РФ: Член президиума Совета по культуре и искусству при Президенте Российской Федерации, член с 1996 года, в 2001—2011 годах зампред; член Совета при Президенте Российской Федерации по науке и образованию; член Президиума Комитета по Государственным премиям при Президенте РФ[2]
- при Правительстве РФ: Член коллегии Министерства культуры и туризма Российской Федерации (1992—1997[25][26] и с 2001[27]).

Международные организации
- Член Международного совета музеев
- Член Экспертного комитета по выставкам при Европейском совете
- член Президиума Российского Комитета ЮНЕСКО[2]

Журналы
- Главный редактор журнала «Христианский Восток»
- Член редакционного совета журнала «Восточная коллекция»
- Член редакционного совета журнала Manuscripta Orientalia. International Journal for Oriental Manuscript Research[28].
- Член редколлегии журналов «Вестник древней истории» и «Восток»
- Председатель редакционного совета журнала «Актуальные проблемы теории и истории искусства Архивная копия от 7 сентября 2021 на Wayback Machine»

## Общественная позиция
В 2011 году вошёл в первую тройку регионального избирательного списка партии «Единая Россия» от Санкт-Петербурга на проходивших 4 декабря выборах в Государственную думу, однако от депутатского мандата отказался.
На президентских выборах 2012, 2018 и 2024 годов — доверенное лицо кандидата В. В. Путина.
Поддержал аннексию Крыма Россией, призвав быть на стороне родины, а не истины.
На парламентских выборах 2021 года возглавил список «Единая Россия» по Санкт-Петербургу.
В 2022 году поддержал вторжение России на Украину. Выступил с позиций поддержки курса власти. В июне 2022 года охарактеризовал российскую культурную политику как часть «военной спецоперации»: «Наши последние выставки за рубежом — это просто мощное культурное наступление. Если хотите, своего рода „спецоперация“. Которая многим не нравится. Но мы наступаем. И никому нельзя дать помешать нашему наступлению… К началу спецоперации на Украине выставки российских музеев были повсюду… Это и была наша, если хотите, „спецоперация“, большое культурное наступление».
Считает себя милитаристом и имперцем, и полагает, что: «Война — это самоутверждение нации».

## Санкции
20 июля 2023 года, на фоне вторжения России на Украину, Пиотровский внесён в санкционный список Канады против «директоров музеев, соучаствующих в повреждении или полном уничтожении культурных ценностей на украинской территории». Ранее Национальное агентство по предотвращению коррупции Украины выступило с инициативой о введении против Пиотровского международных санкций за пропаганду, поддержку войны против Украины, распространение нарративов в соответствии с кремлёвской пропагандой для оправдания российского нападения, а также из-за причастности к вывозу национальных ценностей Украины.

## Награды
Государственные награды России:

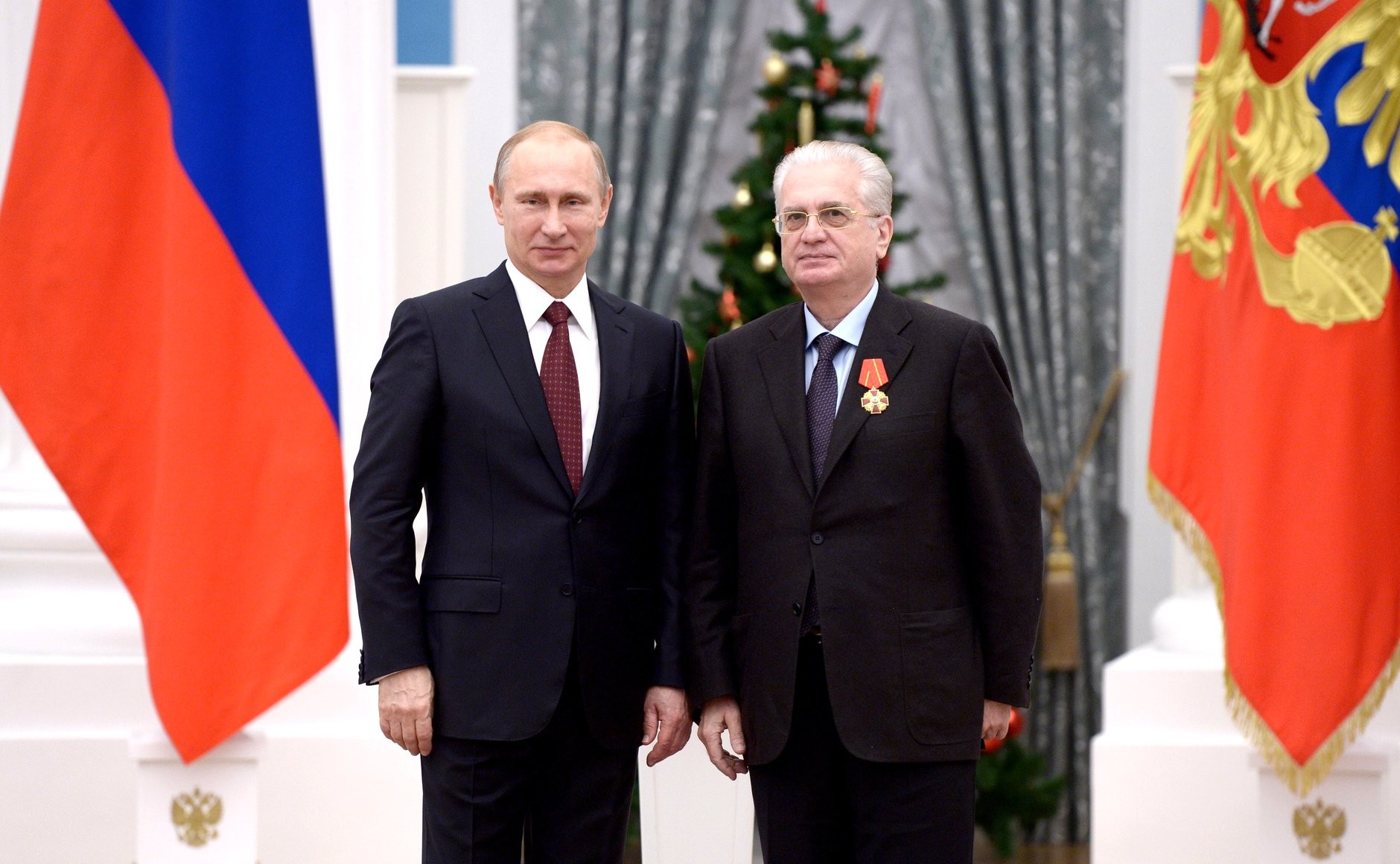
Награждение орденом Александра Невского. 22 декабря 2014 года

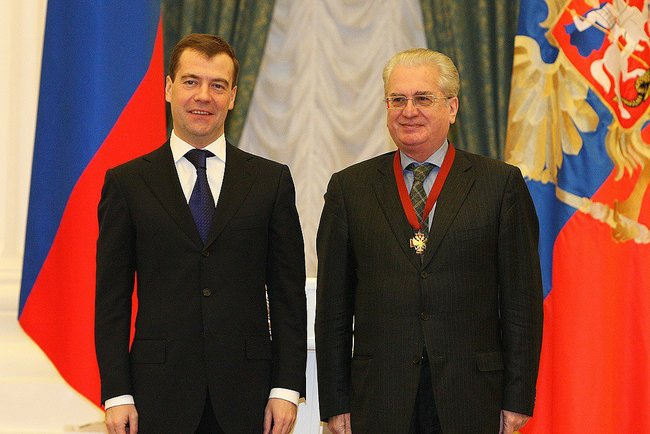
Президент Российской Федерации Д. А. Медведев и М. Б. Пиотровский. Москва. Кремль. 28 декабря 2009 года

- Орден «За заслуги перед Отечеством» I степени (8 декабря 2024 года) — за большой вклад в развитие отечественной культуры и искусства, многолетнюю плодотворную деятельность[41].
- Орден «За заслуги перед Отечеством» II степени (6 декабря 2019 года) — за выдающийся вклад в развитие музейного дела и сохранение культурного наследия России[42].
- Орден «За заслуги перед Отечеством» III степени (9 декабря 2009 года) — за большой вклад в развитие музейного дела, сохранение культурного наследия России и укрепление мировых связей[43].
- Орден «За заслуги перед Отечеством» IV степени (9 декабря 2004 года) — за большой вклад в развитие музейного дела и многолетнюю творческую деятельность[44].
- Орден Александра Невского (5 декабря 2014 года) — за большие заслуги в развитии отечественной культуры, телерадиовещания, печати, связи и многолетнюю плодотворную деятельность[45].
- Орден Почёта (17 марта 1997 года) — за заслуги перед государством и большой вклад в развитие отечественного музейного дела[46].
- Орден Дружбы (4 июля 2016 года) — за особые заслуги в подготовке и проведения гуманитарных внешнеполитических акций, способствующих укреплению мира и дружбы между народами[47].
- Медаль Пушкина (4 июня 1999 года) — в ознаменование 200-летия со дня рождения А. С. Пушкина, за заслуги в области культуры, просвещения, литературы и искусства[48].
- Медаль «В память 300-летия Санкт-Петербурга» (2004 год).
- Медаль «В память 1000-летия Казани» (2005 год).

Государственные премии:
- Государственная премия Российской Федерации в области литературы и искусства 2016 года (7 июня 2017 года) — за вклад в сохранение отечественного и мирового культурного наследия[49][50].
- Премия Президента Российской Федерации в области литературы и искусства 2002 года (13 февраля 2003 года)[51].

Поощрения Президента и Правительства Российской Федерации:
- Почётная грамота Президента Российской Федерации (28 апреля 2012 года) — за активную благотворительную и общественную деятельность[52].
- Благодарность Президента Российской Федерации (20 ноября 2020 года) — за вклад в организацию и проведение мероприятий по увековечению памяти и празднованию 100-летия со дня рождения Д. А. Гранина[53].
- Почётная грамота Правительства Российской Федерации (19 ноября 2024 года) — за большой вклад в подготовку и проведение X Санкт-Петербургского международного форума объединённых культур[54].
- Благодарность Правительства Российской Федерации (7 июля 2023 года) — за значительный вклад в подготовку и проведение мероприятий, посвящённых празднованию 1100-летия со дня принятия ислама Волжской Булгарией[55].

Ведомственные награды:
- Медаль Анатолия Кони (Министерство юстиции Российской Федерации, 2013 год)[56].
- Медаль «125 лет органам государственной охраны России» (ФСО России, 2006 год).
- Медаль «За содружество во имя спасения» (МЧС России, 2014 год) — за личный вклад в развитие и совершенствование государственной противопожарной службы[57].
- Медаль «За особый вклад в обеспечение пожарной безопасности особо важных государственных объектов» (МЧС России, 2024 год)[58].

Региональные награды:
- Орден «За заслуги перед Республикой Татарстан» (2014 год)[59].
- Орден «Дуслык» (Республика Татарстан, 9 декабря 2019 года) — за плодотворное сотрудничество с Республикой Татарстан и значительный вклад в сохранение историко-культурного наследия[60].
- Почётный гражданин Санкт-Петербурга (25 мая 2011 года)[61].
- Медаль «За особый вклад в развитие Кузбасса» III степени (Кемеровская область, 2004 год).
- Почётный диплом Законодательного Собрания Санкт-Петербурга (Санкт-Петербург, 1 декабря 2004 года) — за выдающийся личный вклад в развитие культуры и в связи с 60-летием со дня рождения[62].
- Премия Правительства Санкт-Петербурга «За сохранение культурного наследия России» имени академика Д. С. Лихачёва (2016 год)[63].
- Знак отличия «За заслуги перед Санкт-Петербургом» (2017 год)[64]
- Почётный знак «За заслуги перед Санкт‑Петербургом» (2019 год)[65].
- Знак отличия «За вклад в развитие Ленинградской области» (2019 год)[66].

Иностранные награды:
- Кавалер ордена Оранских-Нассау (Нидерланды, 1996 год).
- Кавалер ордена Почётного легиона (Франция, 1998 год).
- Командор ордена Полярной звезды (Швеция, 1999 год).
- Командор ордена «За заслуги перед Итальянской Республикой» (Италия, 1 декабря 1999 года)[67].
- Орден Святого Месропа Маштоца (Армения, 2000 год).
- Орден князя Ярослава Мудрого V степени (Украина, 26 мая 2003 года) — за весомый личный вклад в развитие культурных связей между Украиной и Российской Федерацией, многолетний плодотворный труд и общественную деятельность[68].
- Командор ордена Заслуг перед Республикой Польша (Польша, 30 октября 2003 года)[69].
- Офицер ордена Почётного легиона (Франция, 2004 год).
- Великий офицер ордена «За заслуги перед Итальянской Республикой» (Италия, 13 июля 2004 года)[70].
- Командор ордена Льва Финляндии (Финляндия, 2005 год).
- Орден Восходящего солнца II степени с двойными лучами[* 2] (Япония, 2007 год)[71].
- Командор ордена Короны (Бельгия, 2011 год)[72].
- Орден Франциска Скорины (Белоруссия, 3 декабря 2014 года) — за значительный личный вклад в укрепление и развитие культурных связей между Республикой Беларусь и Российской Федерацией[73][74].
- Австрийский почётный крест «За науку и искусство» (Австрия, 2014 год)[75].
- Большой крест ордена Заслуг pro Merito Melitensi (Мальтийский орден, 28 сентября 2015 года)[76].
- Офицерский крест Ордена «За заслуги перед Федеративной Республикой Германия» (Германия, 2018 год)[77].
- Командор ордена Искусств и литературы (Франция, 9 декабря 2018 года)[78].
- Командорский крест ордена Заслуг (Венгрия, 2019 год)[79].
- Орден Полярной звезды (Монголия) (2021 год)[80]
- Орден Почёта (Султанат Оман, 25 июня 2023 года)[81]
- Почётный гражданин Еревана (Армения, 2019 год)[82].

Конфессиональные награды:
- Орден Григория Просветителя (Армянская апостольская церковь)
- Орден «Аль-Фахр» (орден Почёта) (Совет Муфтиев России, 2005 год)

Награды научных и учебных заведений:
- Золотая медаль Ереванского государственного университета (2006 год)[83].
- Награда имени Вудро Вильсона (Институт Кеннана при Центре Вудро Вильсона, США, 2009 год)[84].
- Почётная медаль Университета Феррары (Италия, 2007 год)[85].
- «Хрустальная улитка» от Европейского университета в Санкт-Петербурге (2018 год)[86]

Общественные награды:
- Орден «Содружество» (27 ноября 2014 года, Межпарламентская ассамблея СНГ) — за активное участие в деятельности Межпарламентской Ассамблеи и её органов, вклад в укрепление дружбы между народами государств — участников Содружества Независимых Государств[87].
- Золотая медаль имени Льва Николаева (2012 год) — «за существенный вклад в просвещение, популяризацию достижений науки и культуры»[88]
- Царскосельская художественная премия (2001 год)
- Международная премия «Балтийская звезда» (2004 год)
- Премия «Небесная линия» (2010 год) — за борьбу против посягательств на Дворцовую площадь[89]
- Премия «Золотой мост» (Италия, 2010 год) — за вклад в развитие итало-российских отношений[90]
- Международная премия Андрея Первозванного «За Веру и Верность» (2005 год) — за подвижнические труды по сохранению, развитию и преумножению национальной культуры[91]
- Премия «Инновация» (2014 год) — за поддержку современного искусства России[92]
- Международная премия имени Николая Рериха (2004 год)[93]
- Премия «Удиви меня!» фестиваля «Дягилев. Постскриптум» (2014 год)[94]
- Премия Людвига Нобеля (2021 год)[95]
- Демидовская премия Научного Демидовского фонда — за выдающийся вклад в развитие мировой науки в области востоковедения и сохранение мирового научного наследия (2021 год)[96]

Учёные звания Honoris causa:
- Иностранный член НАН Армении
- Почётный доктор Института истории им. Шагабутдина Марджани (Татарстан, 2005 год)[97]
- Почётный профессор Российско-Армянского (Славянского) государственного университета (2006 год) — за большой личный вклад в дело сохранения и преумножения сокровищ Эрмитажа — ценностей духовной и материальной культуры народов мира, за высокий профессионализм, проявленный на всех направлениях деятельности[98]
- Почётный доктор Казанского (Приволжского) федерального университета (2011 год)[99]
- Почётный член Академии наук Республики Татарстан[100]
- Почётный доктор Саратовского государственного университета имени Н. Г. Чернышевского (2010 год)[101]
- Почётный доктор Саратовского государственного социально-экономического университета[101].

25 мая 2011 года директору Государственного Эрмитажа Михаилу Борисовичу Пиотровскому присвоено звание Почётного гражданина Санкт-Петербурга.
В 1997 году в честь отца и сына — Бориса Борисовича и Михаила Борисовича Пиотровских — Международный астрономический союз присвоил одной из открытых малых планет имя «Пиотровский».

## Основные работы
- Предание о химйаритском царе Ас‘аде ал-Камиле. Архивная копия от 28 сентября 2007 на Wayback Machine / Отв. ред. П. А. Грязневич. — М.: Главная редакция восточной литературы издательства «Наука», 1977.
- Основные черты арабской исламской художественной культуры // Художественная культура в докапиталистических формациях: Структурно-типол. исслед. / Ленингр. гос. ун-т. — Л., 1984.
- Южная Аравия в раннее средневековье. Становление средневекового общества / Отв. ред. П. А. Грязневич. — М.: Наука, Главная редакция восточной литературы, 1985.
- Ислам: энциклопедический словарь / Отв. ред. С. М. Прозоров. — М. : Наука, ГРВЛ, 1991. — 315 с. — 50 000 экз. — ISBN 5-02-016941-2.
- Коранические сказания. — М.: Наука, Главная редакция восточной литературы, 1991.
- Эрмитаж: собрания и собиратели. — СПб., 1997.
- Мой Эрмитаж. — СПб., 2014[104].

Автор 40 статей в «Мифологическом словаре» (М., 1990).